# بارب شطرنجی
بارب شطرنجی (Oliotius oligolepis) گونه ای ماهی از خانواده کپورهامیان بومی نهرها، رودخانه‌ها و دریاچه‌ها در سوماترای، اندونزی است. همچنین به عنوان گونه ای معرفی شده در کلمبیا وجود دارد. نرهای بالغ دارای باله‌های قرمز با نوک سیاه هستند. طول آن تا ۵ سانتیمتر (۲٫۰ اینچ) می‌رسد. این گونه تنها عضو شناخته شده از جنس خود است.

## ریشه‌شناسی
نام جنس اولیوتیوس از ترکیب بخشی از لقب خاص oligolepis و نام جنس قبلی آن Puntius گرفته شده است.
نام متداول «بارب شطرنجی» از علائم سیاه روی کناره‌های بدن آن گرفته شده است که از نظر ظاهری شبیه به صفحه شطرنج است.

## زیستگاه
بارب‌های شطرنجی بومی مناطق گرمسیری بوده و در آبی با پی‌اچ ۶٫۰ تا ۶٫۵، سختی آب ۱۰٫۰dGH را ترجیح می‌دهند. محدوده دمایی مناسب ۶۸–۷۵ درجه سانتیگراد و رژیم غذایی همه چیزخواری آنها شامل کرم‌های کوچک، سخت پوستان، حشرات و گیاهان است.
ماهی‌های ماده به صورت پراکنده و معمولاً صبح زود روی گیاهانی که مرکز قلمرو نر هستند تخم ریزی می‌کنند. پس از اتمام تخم ریزی، هر دو جفت تلاش می‌کنند تا تخم‌هایی را که می‌توانند پیدا کنند بخورند.

## در آکواریوم
بارب شطرنجی در صنعت تجارت آکواریوم دارای اهمیت است. این ماهی صلح آمیز گاهی اوقات توسط علاقه‌مندان به صورت گله‌ای در آکواریوم نگهداری می‌شود و در کل گونه‌ای گله‌زی است که برای یک آکواریوم اجتماعی مناسب است. در سطوح متوسط تا پایین آکواریوم شنا می‌کند و همه چیزخوار است. این گونه به لحاظ تخم‌ریزی بسیار پرکار است که این موضوع به پرورش دهنده تازه‌کار کمک می‌کند.